# عنوان أساسي (ذاكرة الحاسوب)
في الحوسبة، العنوان الأساسي عبارة عن عنوان يمثل نقطة مرجعية ("أساسية") للعنواين الأخرى.
في علوم الحاسوب التي تستخدم نظام "العنونة النسبية"، للحصول على عنوان مطلق، يتم أخذ العنوان الأساسي ذو الصلة ويضاف له الإزاحة.